# Ио (Кадзан)
И́о (Иото, Иодзима, в историческом контексте упоминается как Иводзима; яп. 硫黄島о файле, совр. いおうとう Ио: то:, устар. いおうじま Ио: дзима, «серный остров», англ. Iwo Jima) — остров вулканического происхождения, в 1200 км южнее Токио в архипелаге Кадзан, часто включаемом в Бонинские острова. Наибольшая протяжённость острова с севера на юг — 8 км, с запада на восток — 4 км. Протяжённость береговой линии — 22 км. Наивысшая точка — гора Сурибати (169 м), потухший вулкан. На Ио отсутствует постоянное население, но функционирует авиабаза Морских сил самообороны Японии.
Остров известен благодаря битве, которая происходила на нём с февраля по март 1945 года между Японией и США.

## Название острова
Остров Ио первоначально назывался Иво: то: (Ио: то:). До японской реформы правописания 1946 года исторически произношение было (приблизительно) Иво: то: (современ. Ио: то). Параллельно в морских атласах появляется Иво: дзима (современ. Ио: дзима), где дзима — альтернативное произношение иероглифа то: (яп. 島  остров).
Японские офицеры флота, которые прибыли для укрепления обороны острова перед американским вторжением, ошибочно называли его «Иводзима». Таким образом произношение «Иводзима» стало основным в течение и после Второй мировой войны. Но бывшие жители острова (после эвакуации во время Второй мировой войны остров не имеет постоянного населения) протестовали против этого искажения, и проблема обсуждалась в Институте географии Японии Министерства земли, инфраструктуры и туризма, в результате чего 8 июня 2007 года официально объявлено, что правильное японское произношение название острова возвращается к предвоенному Iōtō. Дискуссия о возврате к старому произношению была инициирована появлением таких достаточно заметных фильмов, как «Письма с Иводзимы» и «Флаги наших отцов». В японском языке названия острова Иото и Иодзима (Иводзима) пишутся одинаковыми иероглифами — «硫黄島», различается только произношение.

## География
Остров Ио имеет координаты 24°47′ с. ш. 141°19′ в. д.. Площадь острова составляет примерно 21 км². Наивысшая точка — гора Сурибати (яп. 摺鉢山 Suribachiyama) расположена на южной оконечности и представляет собой спящий вулкан высотой 169 метров и его вершина плоская, что нехарактерно для вулканического острова. Расположенные на 80 км к северу Северный Иото (яп. 北硫黄島 Kitaiōtō, дословно: «Северный серный остров») и на 60 км к югу Южный Иото (яп. 南硫黄島 Minamiiōtō,  «Южный серный остров») образуют с Ио группу вулканических Бонинских островов. Далее к югу расположены Марианские острова.

## История

### До 1945 года
До Второй мировой войны остров Ио административно был подчинён префектуре Токио (как и сейчас). Перепись в июне 1943 года показала, что гражданское население острова составляет 1018 жителей (533 мужчины и 485 женщин) в 192 домохозяйствах и в шести посёлках. На острове были начальная школа и синтоистский храм, а также выполнял служебные обязанности один офицер полиции. Один раз в месяц на остров заходил почтовый корабль с Хахадзимы и, кроме того, раз в несколько месяцев корабль судоходной компании NYK Line. Экономика острова была связана с добычей серы, выращиванием сахарного тростника и рыболовством. Такому изолированному острову посреди Тихого океана как Ио приходилось импортировать рис и промышленные товары из метрополии.
Перед самым началом Второй мировой войны на южной части острова был размещён гарнизон военно-морских сил Японии. Военнослужащим было запрещено общаться с гражданским населением острова, которое тем не менее немного контактировало в любом случае с моряками для торговых целей.
В течение 1944 года на острове велись очень серьёзные фортификационные работы для обороны от американского вторжения. В июле того года всё гражданское население было принудительно эвакуировано, и с тех пор постоянного населения остров никогда не имел.

### Битва за Иводзиму
Захват Иводзимы, который осуществлялся силами морской пехоты США в рамках «Операции Отсоединение», был начат 19 февраля 1945 и продолжался вплоть до 26 марта 1945. Это было одно из основных сражений Тихоокеанской кампании Второй мировой войны. Перед Корпусом морской пехоты США была поставлена задача захватить этот остров с расположенной на нём японской военно-воздушной базой, силы и средства которой сильно затрудняли американские бомбардировки Токио. После захвата аэродромов базы они в дальнейшем могли быть использованы для обеспечения вторжения на «материнские» японские острова.
Эта битва была одним из самых кровопролитных сражений между японскими и американскими войсками. Позиции Императорской армии Японии были сильно укреплены, имели многочисленные бункеры и скрытую артиллерию, протяженность тоннелей составляла более 18 км. В этой битве впервые велись боевые действия непосредственно на японской территории и защитники острова упорно и самоотверженно сдерживали натиск врага. Так, из приблизительно 21000 японских солдат перед началом операции в её ходе погибли более 20000 и только 1083 были взяты в плен.
Одной из первых задач после высадки десанта на береговой плацдарм было взятие горы Сурибати. На четвёртый день битвы (23 февраля) Джо Розенталь сделал фотоснимок пятерых морских пехотинцев и санитара, устанавливающих флаг на вершине этой горы, который впоследствии назвали «Водружение флага на Иводзиме». Фотография быстро стала необычайно популярной и была перепечатана тысячами экземпляров. Она выиграла Пулитцеровскую премию того года и, в конечном итоге, стала в Соединенных Штатах одним из наиболее знаковых и узнаваемых изображений войны. Водружение флага на острове Иводзима и связанные с этим события стали основой для сценария фильма «Флаги наших отцов».
В течение последующего месяца боев трое из изображенных на фото бойцов были убиты.
После падения горы Сурибати на юге японцы все ещё имели сильные позиции на остальной части острова. У генерала Тадамити Курибаяси оставались весьма крупные силы: восемь батальонов пехоты, танковое подразделение, два артиллерийских дивизиона и три дивизиона тяжелых минометов, и, кроме того, 5000 солдат морской пехоты и пулеметчиков. С увеличением плацдарма все больше войск и тяжелого вооружения американцев прибывало на остров. Наступление развивалось в северном направлении, в результате которого были взяты под контроль аэродромы, а затем и оставшаяся часть острова. Японские солдаты, несмотря на полное превосходство американцев в силе, продолжали сражаться. В ночь на 25 марта была организована последняя японская контратака отрядом из 300 человек, в результате которой погибло большинство японских солдат и, согласно одной из версий, сам генерал Курибаяси, снявший с себя знаки отличия перед боем. Американская морская пехота также понесла большие потери — более 50 человек было убито и более 100 было ранено. Остров на следующий день был официально объявлен захваченным.
Тем не менее много японских солдат продолжало скрываться в пещерах и тоннелях острова, совершая диверсии против американских войск. Последние защитники сдались в плен в 1951 году.
Вооруженные силы США оккупировали Иводзиму до 1968 года, после чего он был возвращен Японии.

### Воссоединение чести
19 февраля 1985 года в 40-ю годовщину дня начала штурма острова ветераны обеих армий собрались для Воссоединения Чести на месте высадки морской пехоты.
Во время поминальной службы был торжественно открыт мемориал, на гранитной плите которого высечены слова:

В 40-ю годовщину битвы за Иводзиму американские и японские ветераны снова встретились на этих песках, в этот раз с миром и дружбою. Мы чтим память о наших товарищах, живых и умерших, которые сражались здесь с храбростью и честью, и мы вместе молимся, чтобы наши жертвы на Иводзиме помнились всегда и никогда не повторились.

Эти слова написаны на обеих сторонах плиты — английский вариант обращён к морю, откуда наступали американские вооружённые силы, а японский обращён к острову, на котором защищали свои позиции японские войска.
В дальнейшем совместные американо-японские поминальные службы проводятся каждые пять лет.
- Мемориал Воссоединение чести
- 60-я годовщина Воссоединения, 2005 год
- Почётный караул США и Японии

### Авиабаза военно-морских сил
Морские силы самообороны Японии управляют расположенной на острове авиабазой МСС «Северный Аэродром» (ИАТА: IWO, ИКАО: RJAW). Взлётно-посадочная полоса длиной 2650 м имеет ширину 60 м. Она ориентирована 07/25. МСС отвечают здесь за обеспечение, управление движением воздушного транспорта, заправку топливом и ремонт. Военно-воздушные силы Японии также используют эту базу. На острове находятся около 400 японских служащих самообороны. Две заброшенные со времён Второй мировой войны взлетно-посадочные полосы «Центрального аэродрома» расположены к югу от нынешней авиабазы, а также есть недостроенная японцами полоса к северу от неё.
Гражданский доступ на остров ограничен, за исключением рабочих-строителей авиабазы, сотрудников метеорологической службы и посещающих поминальные службы по павшим американским и японским солдатам. Официально остров постоянного населения не имеет, поскольку все находящиеся на нем лица, за исключением временных посетителей, являются государственными служащими.